# Призренски университет
Призренският университет (на албански: Universiteti i Prizrenit) е обществен университет, висше училище в град Призрен, Косово. Първоначално е създаден през 1962 г. като Висш педагогически институт (Shkolla e Lartë Pedagogjike – SHLP). От 2010 г. носи настоящото име. Предлага бакалавърски и магистърски степени в различни области. От 2014 г. ректор на университета е Раме Ватай.

## Факултети
Факултети и катедри на университета:
- Икономически факултет
  - Бизнес администрация
  - Международен мениджмънт
- Юридически факултет
  - Право
- Факултет по компютърни науки
  - Дизайн на софтуер
  - Информационни технологии
- Педагогически факултет
  - Програма за начално училище
  - Програма за предначално училище
- Филологически факултет
  - Албански език и литература
  - Английски език и литература
  - Немски език и литература
  - Турски език и литература
- Факултет по природни науки и науки за околната среда
  - Агробизнес
  - Науки за горското стопанство и околната среда